# Marco Streit
Marco Streit (* 7. Dezember 1975 in Köniz) ist ein ehemaliger schweizerisch-italienischer Eishockeytorhüter, der im Laufe seiner Karriere für den HC Servette Genève, die SCL Tigers, die Rapperswil-Jona Lakers sowie den EHC Biel in der Schweizer National League A aktiv war. Seit seinem Karriereende 2013 ist er als Torhütertrainer beim EHC Biel angestellt.

## Karriere
Der gelernte Sanitär-Installateur verbrachte seine Jugendzeit zunächst beim SC Bern, beim EHC Rot-Blau Bern-Bümpliz sowie beim SC Langenthal und spielte bereits in der Saison 1996/97 mit der Nachwuchsmannschaft des SC Langnau in der höchsten Schweizer Juniorenspielklasse. In der Spielzeit 1997/98 stand der Schlussmann schliesslich sowohl im Kader der Profimannschaft des SC Langnau in der Nationalliga B als auch im Kader des HC Ambrì-Piotta, für den er sein Debüt in der Nationalliga A feierte. Nach einem anschliessenden Jahr beim Chamonix Hockey Club in der französischen Élite Ligue wechselte der Torhüter zum HC Servette Genève, mit er zwei weitere Jahre in der zweitklassigen Nationalliga B spielte.
Zur Saison 2001/02 schloss sich Streit wieder seinem ehemaligen Verein SC Langnau an und schaffte bereits im ersten Jahr mit den Bernern den Klassenerhalt in der Nationalliga A. Auch nach der Umbenennung in SCL Tigers 2002 gehörte der Torhüter der Mannschaft an und wechselte schliesslich im Sommer 2004 zum Ligakonkurrenten Rapperswil-Jona Lakers, mit denen er 2006 erstmals bis in den Play-off-Halbfinal vordringen konnte. Zur Saison 2010/11 wurde er vom EHC Biel verpflichtet und beendete dort 2013 seine Karriere. Seither ist er als Torhütertrainer beim EHC Biel angestellt.